# Klaus Groth
Klaus Groth (Heide, 24 aprile 1819 – Kiel, 1º giugno 1899) è stato uno scrittore tedesco.
Di povera famiglia, fu avviato a divenire ecclesiastico, ma la sua passione per la letteratura lo portò a ricevere la laurea honoris causa dell'università di Bonn (1856). Nel 1866 divenne docente universitario a Kiel. Fu sostenitore dell'espressione poetica vernacolare (nel dialetto plattdeutsch della Germania del Nord), ma la sua opera più celebre, Quickborn (1852) fu scritta in tedesco.
Meno celebre Vertelin, racconti versatili di vita campagnola.
Molto nota la sua amicizia con il grande musicista amburghese Johannes Brahms (la cui famiglia paterna era originaria proprio di Heide), con il quale condivideva gusti, suggestioni e nostalgie dei paesaggi nordici dello Schleswig-Holstein. Brahms musicò diverse sue liriche, la più celebre delle quali è senza dubbio Wie Melodien zieht es mir (Lied per voce e pianoforte, op. 105 n.1).